# Musée de Nogent-le-Rotrou
Pour un article plus général, voir Nogent-le-Rotrou.
Le musée municipal de Nogent-le-Rotrou (Eure-et-Loir) est présenté dans les salles Renaissance du château Saint-Jean, classé et inscrit monument historique. Il abrite une collection d'œuvres d'art variée : peintures, dessins, sculptures, objets d'arts, archéologie, mobilier, etc.
Le musée bénéficie du label Musée de France.

## Historique
Quelques dates permettent de retracer un bref historique du musée : initialement constitué en 1862 à partir des legs de M. Ferrières et de Mademoiselle Clara Filleul de Pétigny, le musée est installé à l'hôtel de ville. En 1959, il est progressivement transféré au château Saint-Jean, acquis par la municipalité. En 1972, le musée du Perche présente dans ce même lieu des collections liées à la vie de la région et à l'histoire locale.
L'accueil du public a lieu au rez-de-chaussée, dans l'ancienne salle des gardes. Le parc du château, enserré à l'intérieur des fortifications, est accessible au visiteurs du musée : il inclut un jardin d'interprétation médiéval et Renaissance.

Les anciennes cuisines du château Saint-Jean
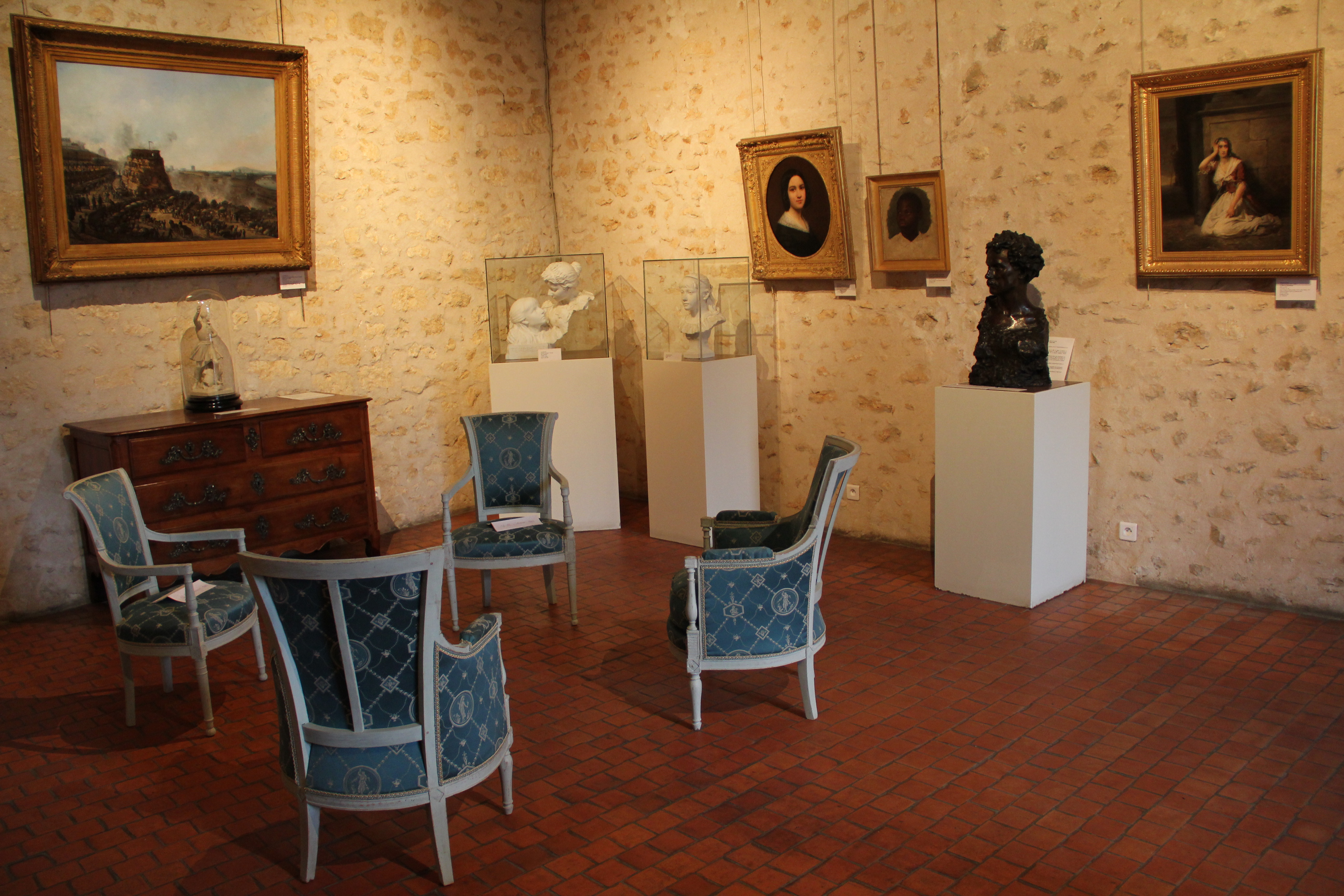
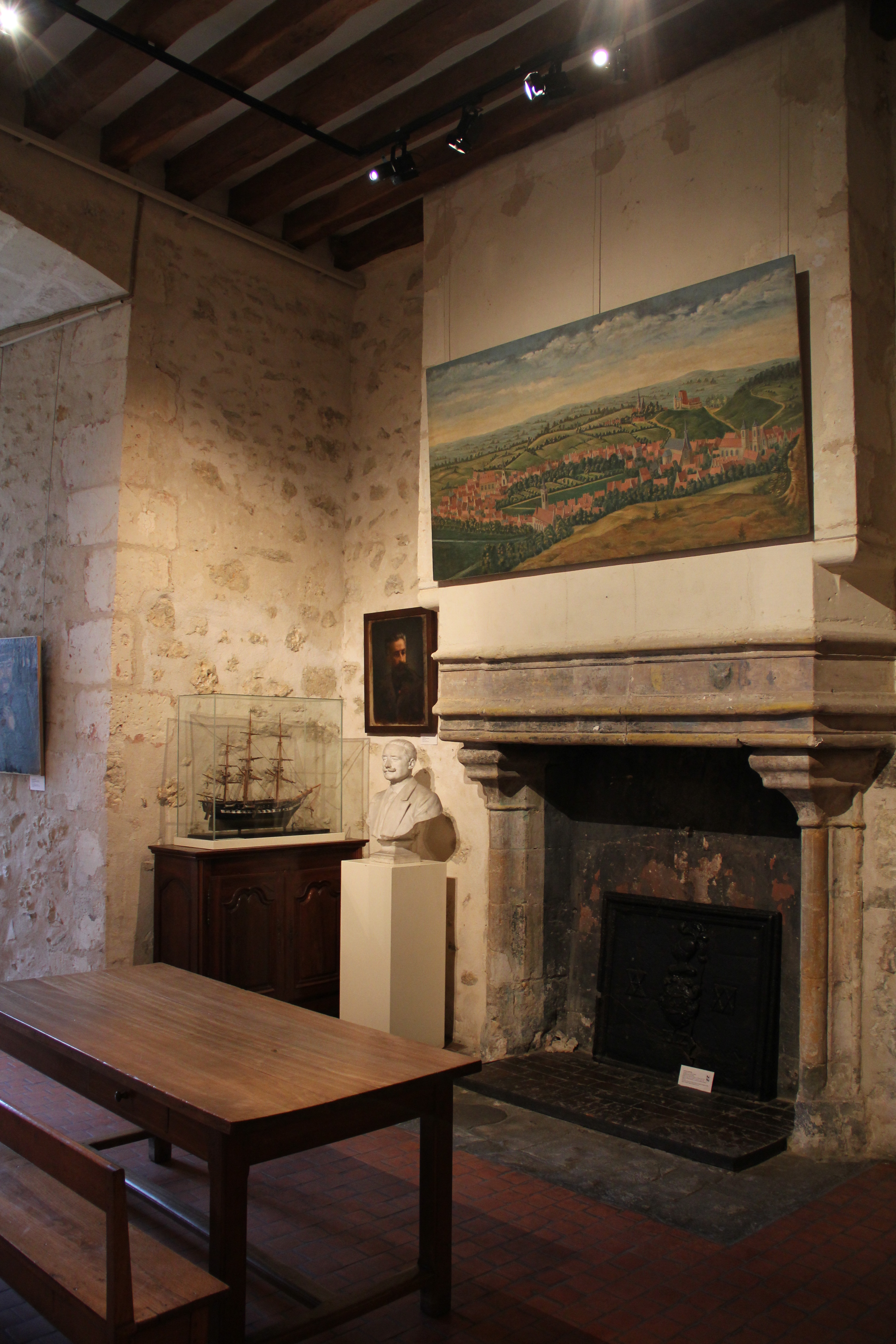

## Collections

### Peinture

#### XIXeetXXesiècles
Pour les XIXe et XXe siècles, figurent des œuvres de :
- Clara Filleul (1822-1878) ;

Œuvres de Clara Filleul
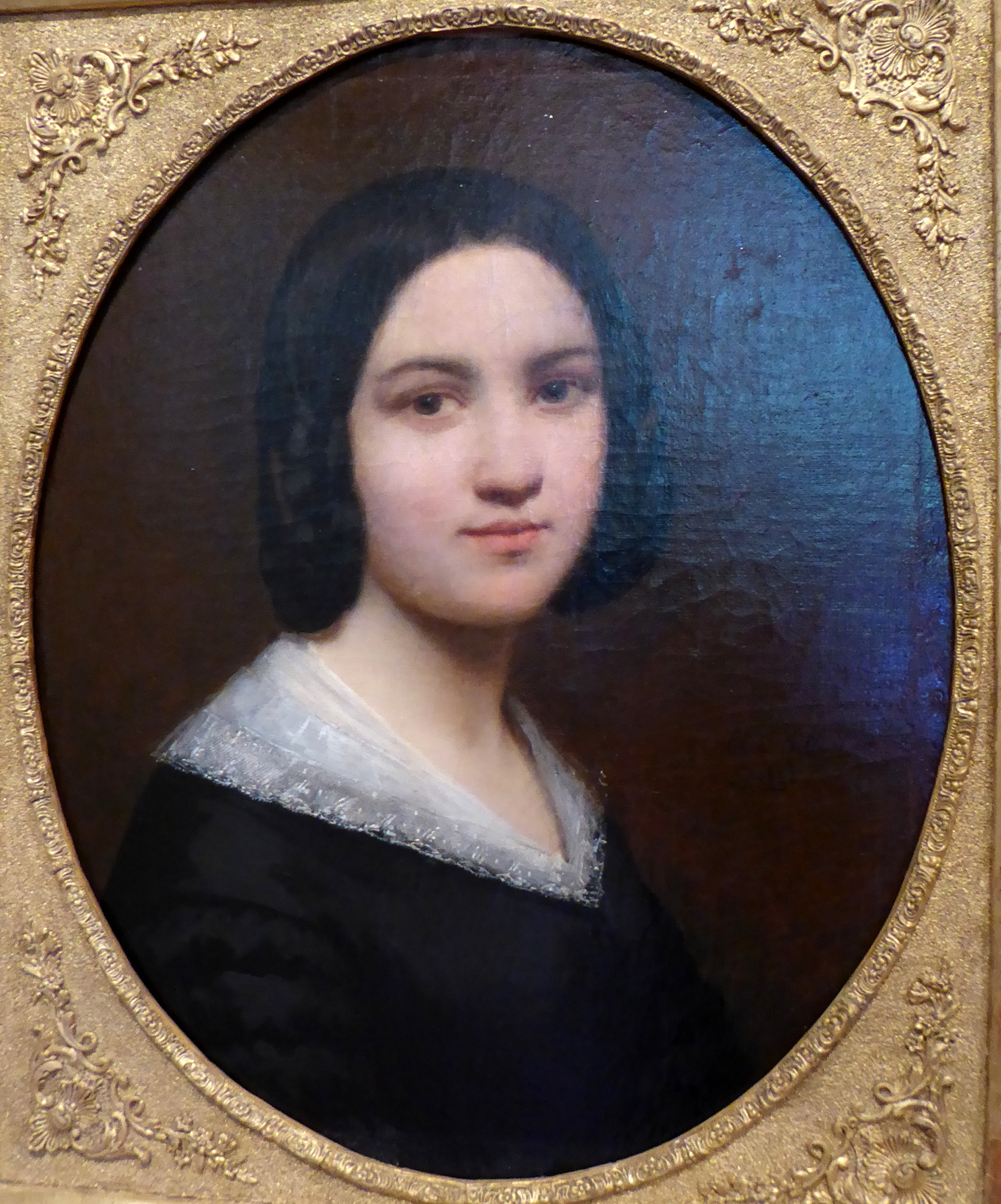
Portrait de Clara Filleul par elle-même, huile sur toile, 51 × 40,5 cm, 1842.
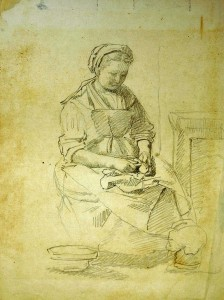
Femme épluchant devant l'âtre, croquis.
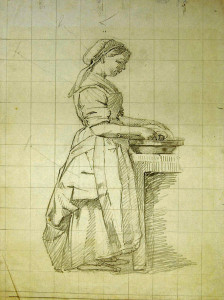
Femme à la vaisselle, croquis.
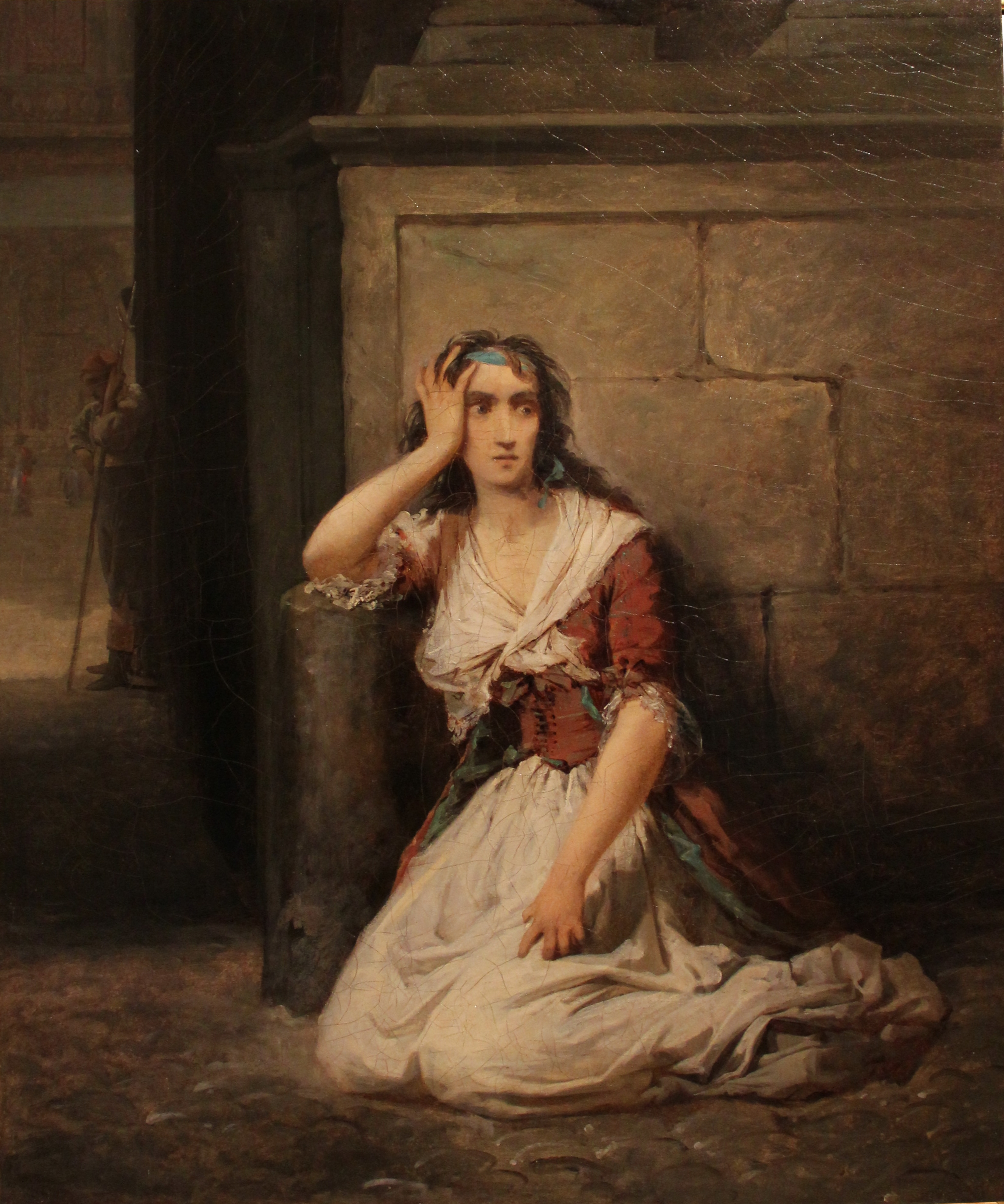
La Folle du Luxembourg, 1842.
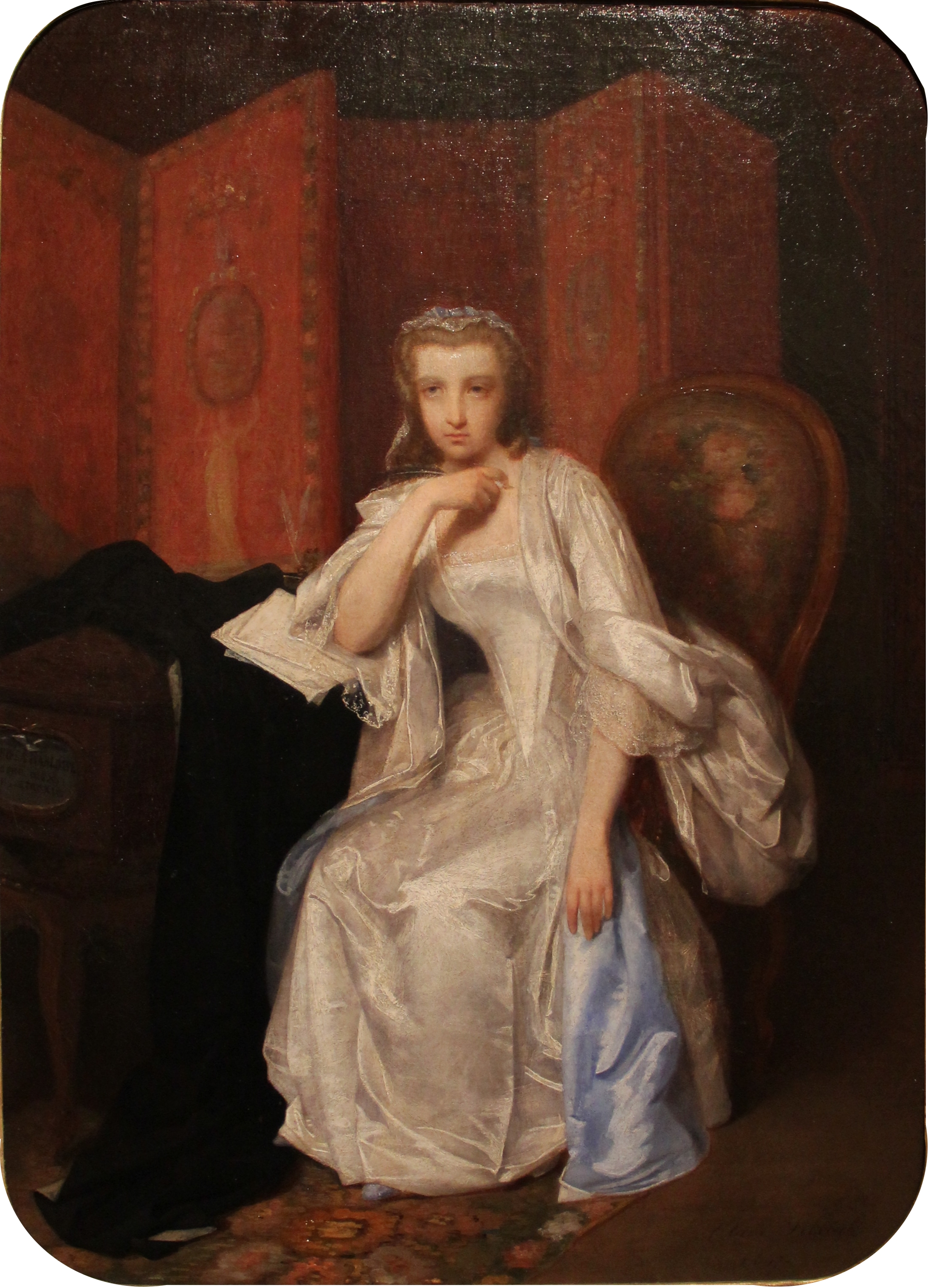
Les Derniers Moments de Clarisse Harlowe.

- Jean Louis Jacottet (1805-1880)[2] :
  - Illiers, lithographie coloriée 27,5 × 36 cm ;
  - Villebon, lithographie coloriée 27 × 36 cm.

- Louis Moullin (1817-1876)[2] ;

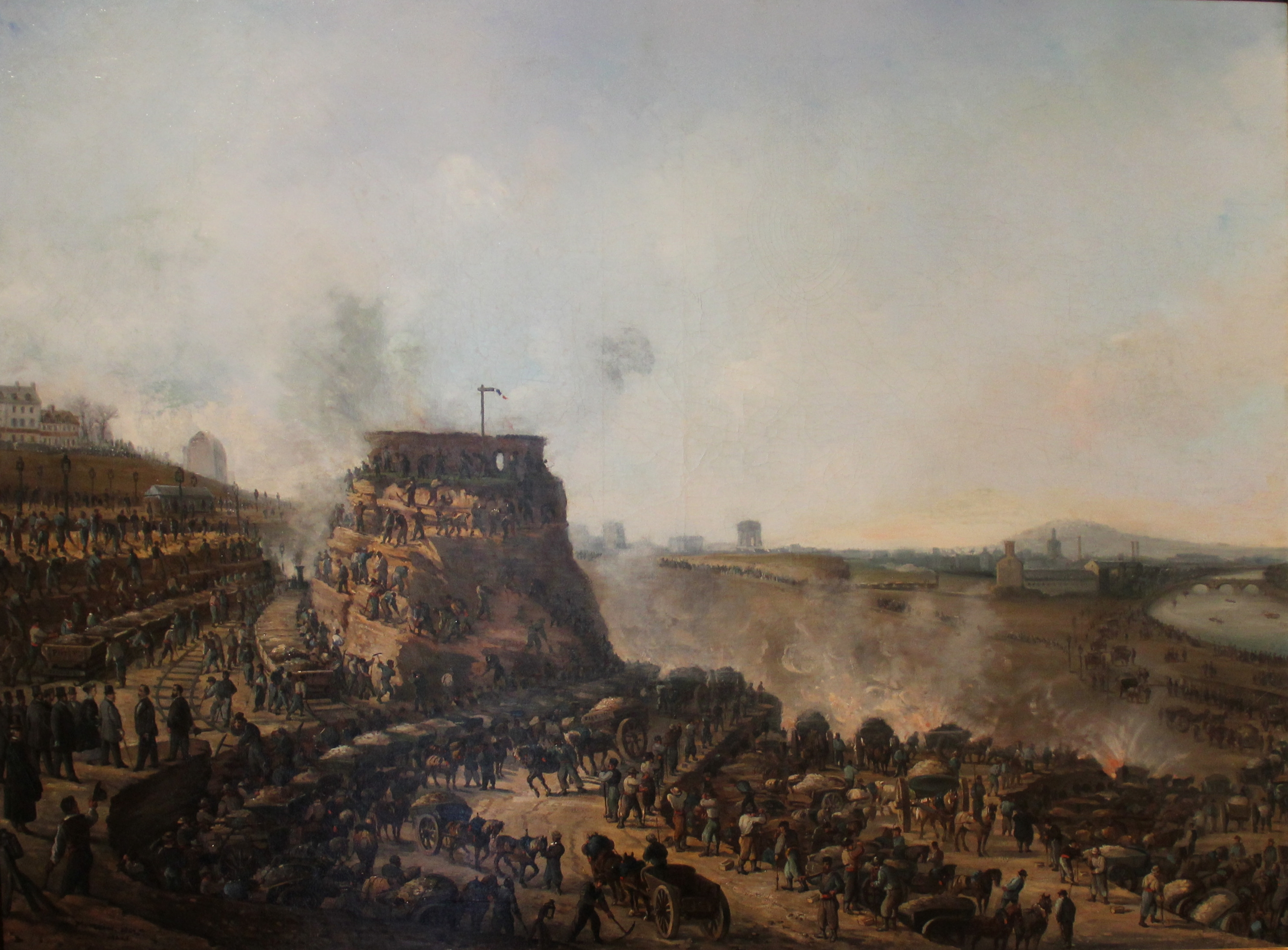
Inauguration par Napoléon III des travaux de construction de la terrasse de Chaillot, 1867, Louis Moullin.

  - La rivière d'Arcisses, dessin aquarellé, 9 × 24 cm ;
  - Cour de ferme à Chassant, dessin aquarellé, 9 × 13 cm ;
  - Ancien manoir de Margon, huile sur toile, 36 × 44 cm ;
  - Margon, pris des Ruisseaux, aquarelle, 14,5 × 9 cm ;
  - Église Saint-Laurent et château Saint-Jean, vue des prairies de la Cascade à Nogent-le-Rotrou, huile sur toile, 36 × 44 cm ;
  - Église Saint-Hilaire, huile sur toile, 36 × 44 cm ;
  - Église Notre-Dame, huile sur toile, 36 × 44 cm ;
  - À Thiron, paysage, aquarelle, 9 × 14 cm ;
  - La Chapelle près de Thiron, dessin aquarellé, 9 × 13,4 cm ;
  - Ferme percheronne, 1863, dessin 12 × 17 cm ;
  - Inauguration par Napoléon III des travaux de construction de la terrasse de Chaillot, mars 1867, huile sur toile, 100 × 113,5 cm[3].

Œuvres de Louis Moullin représentant Nogent-le-Rotrou
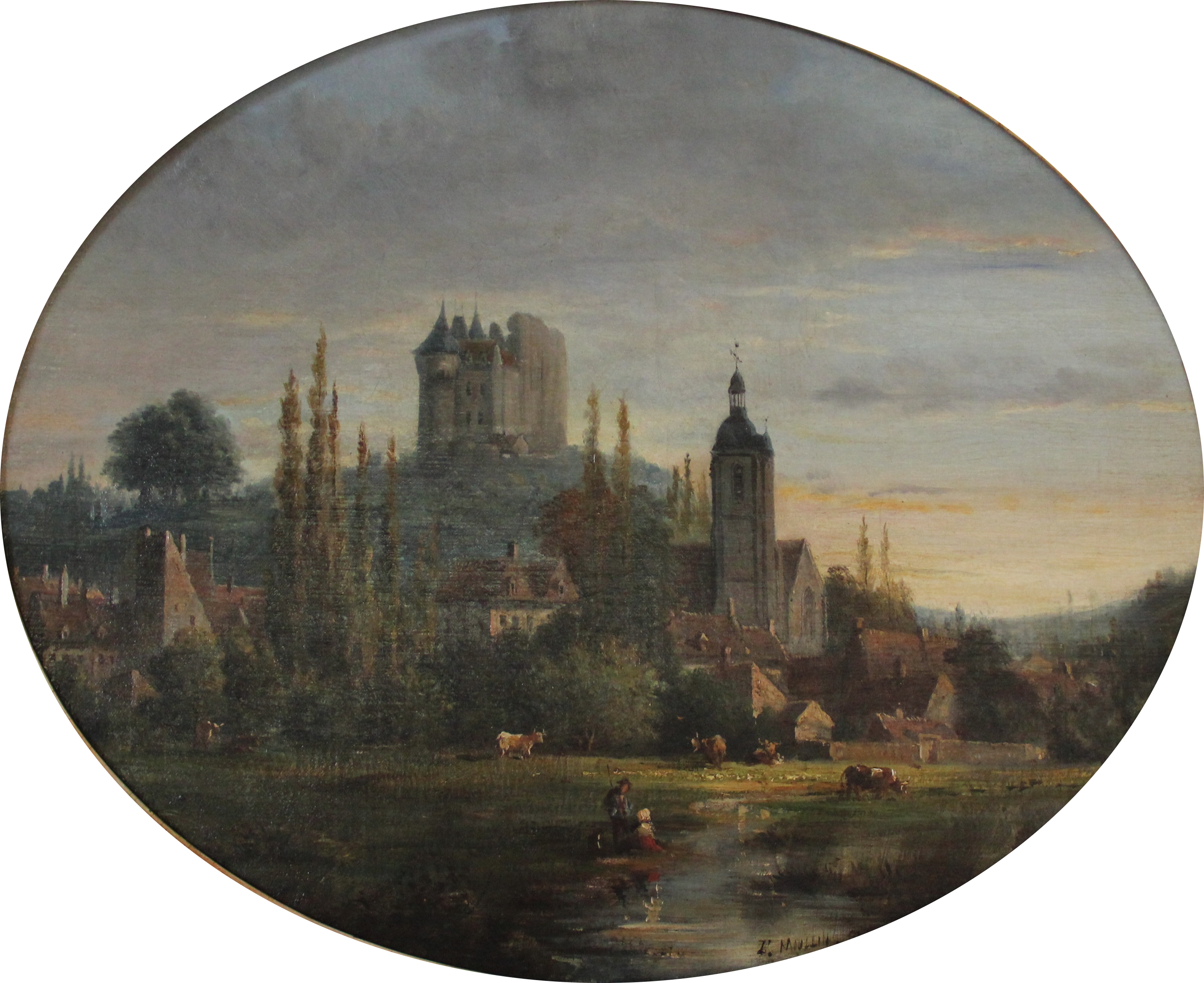
Château Saint-Jean et église Saint-Laurent.
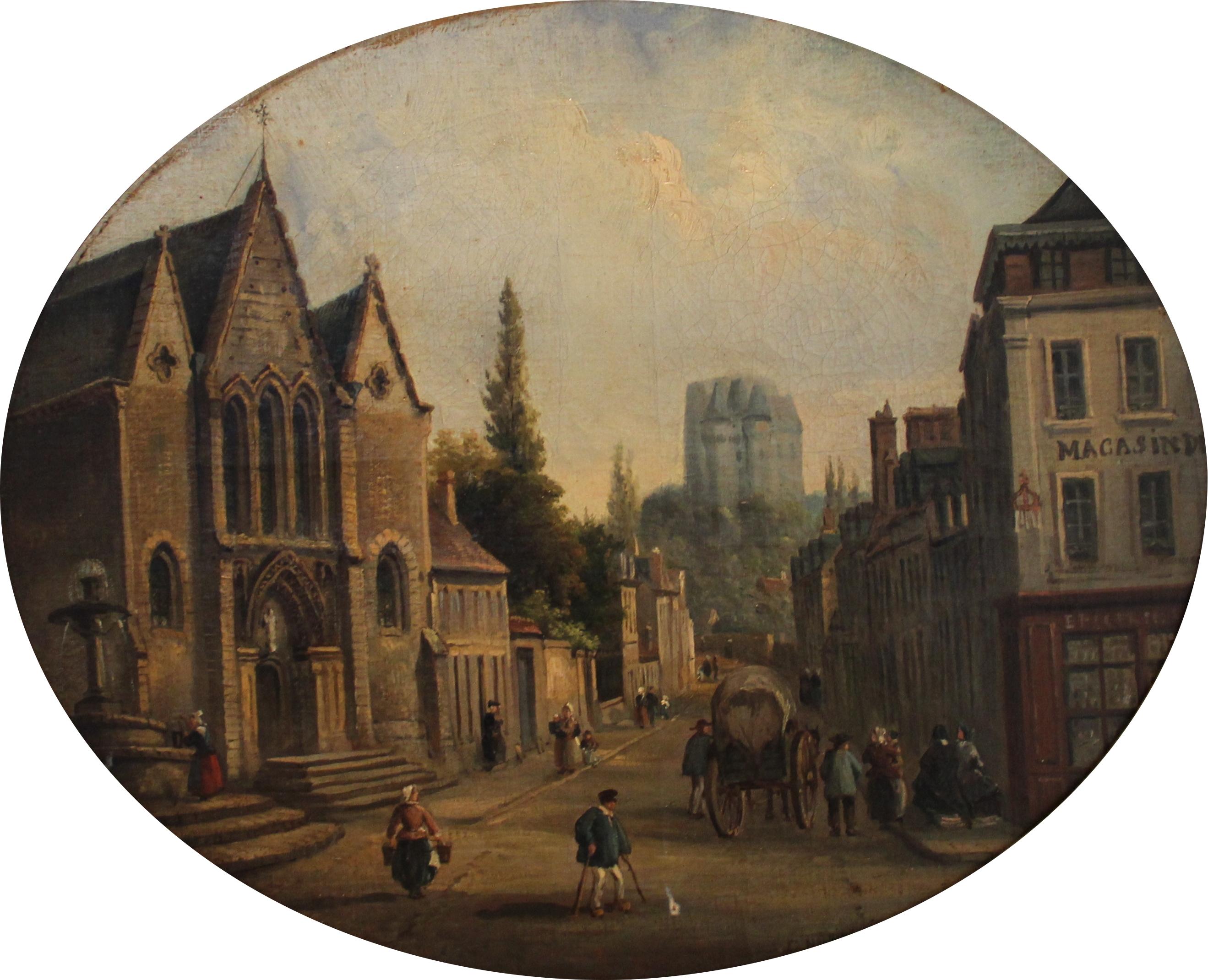
Église Notre-Dame, fontaine et rue Dorée, vers 1860.
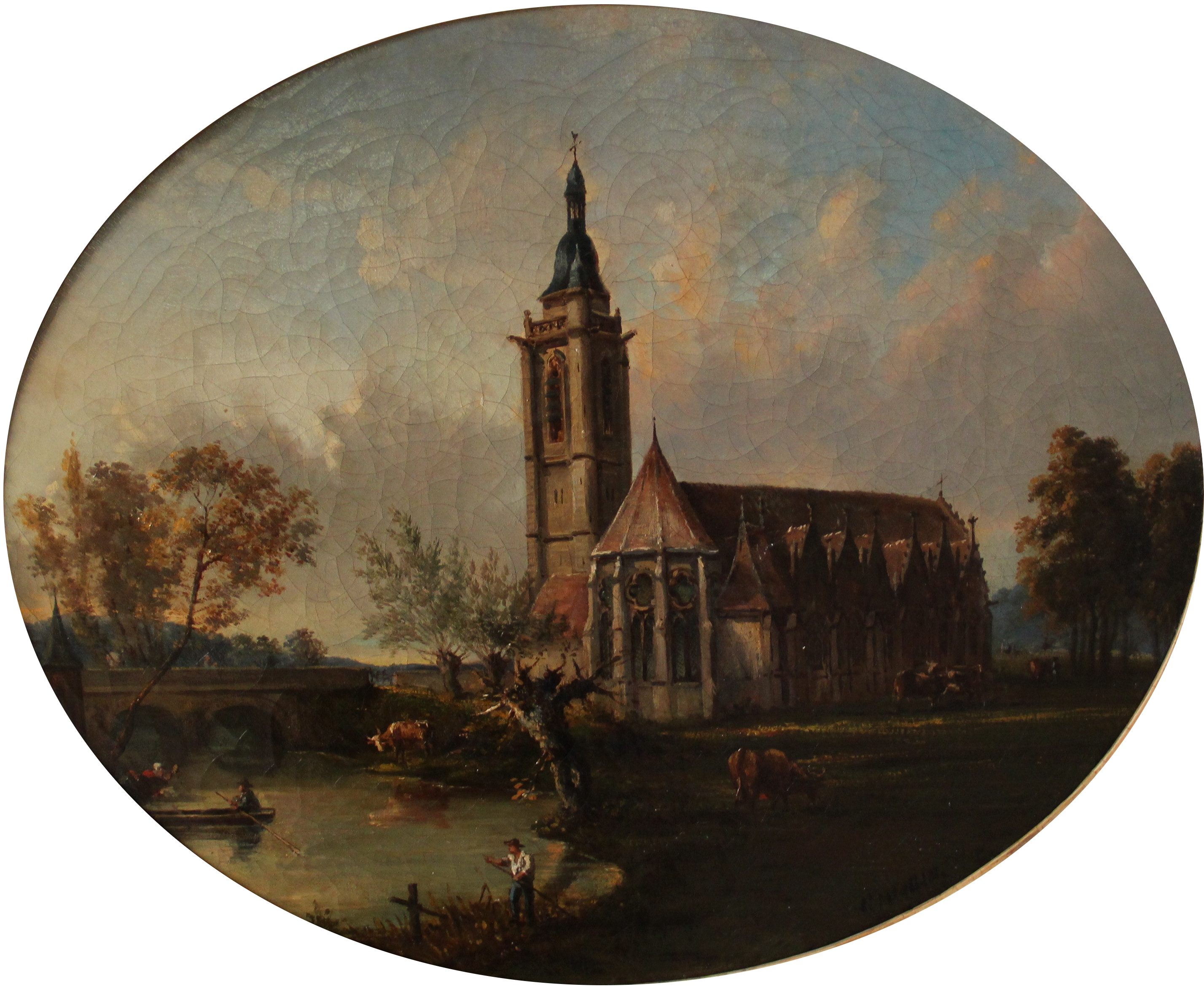
Église Saint-Hilaire, vers 1860.
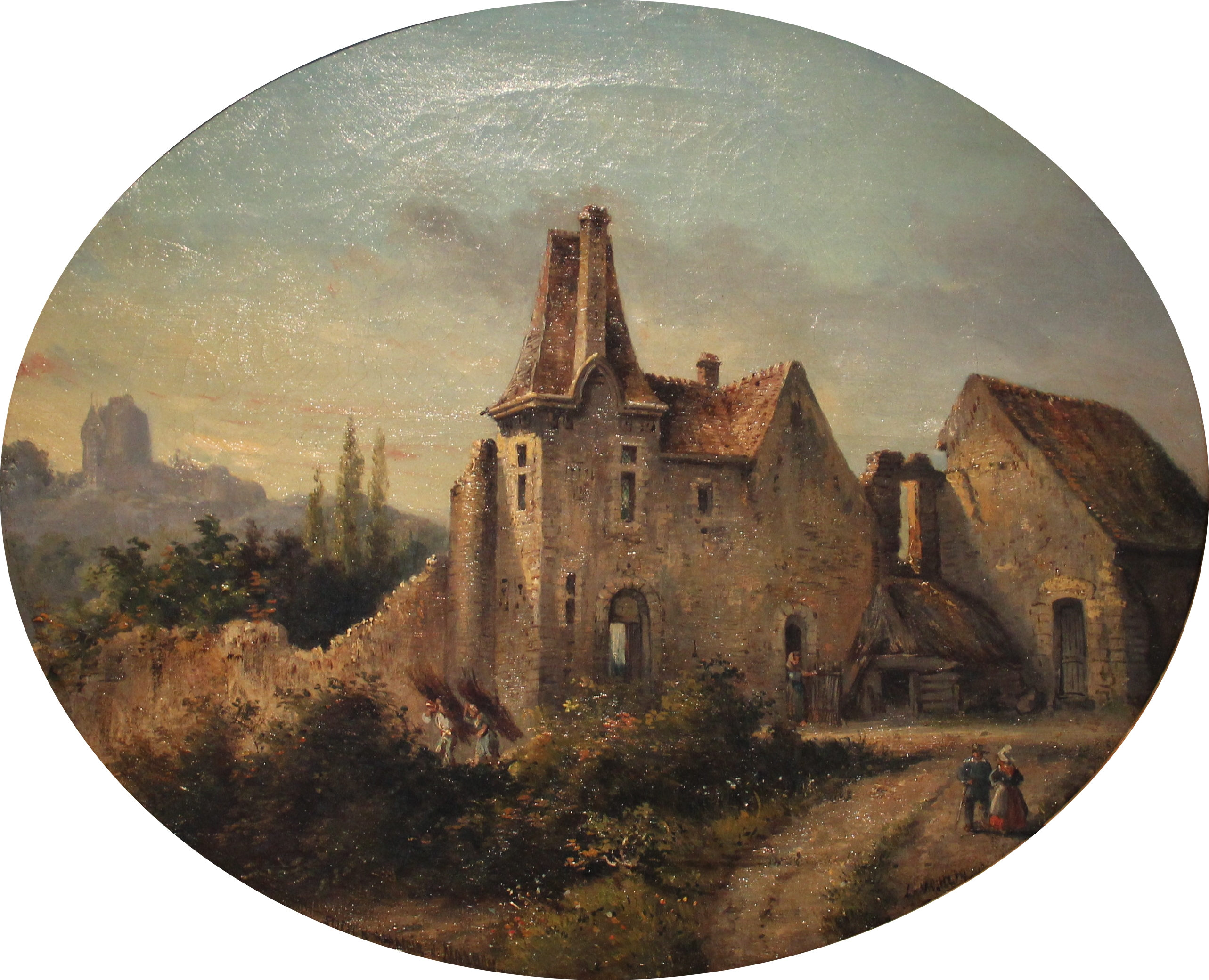
Ancien manoir de Margon.

- J. H. Simon

Œuvres de J. H. Simon
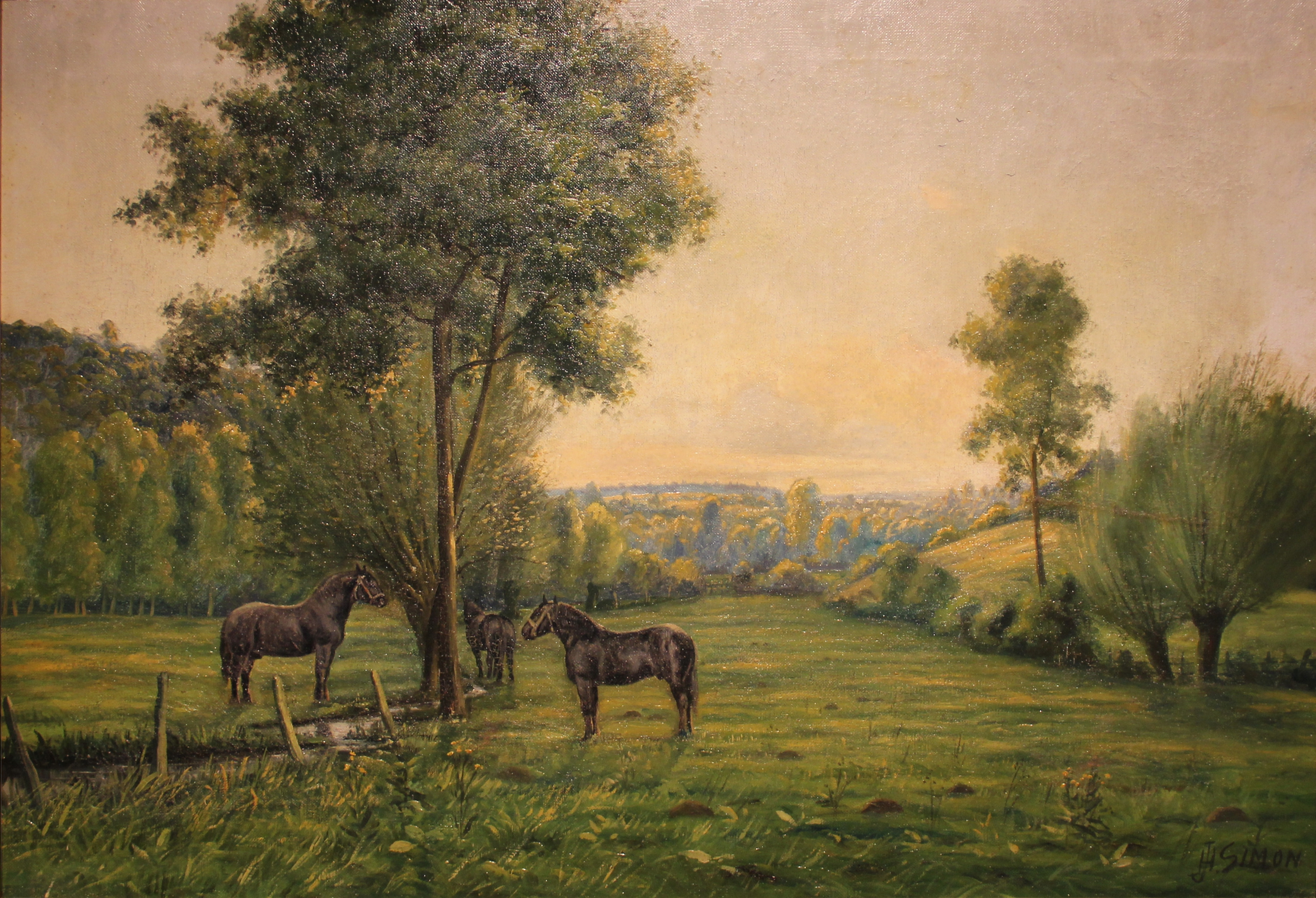
J H Simon, Chevaux percherons au pâturage.
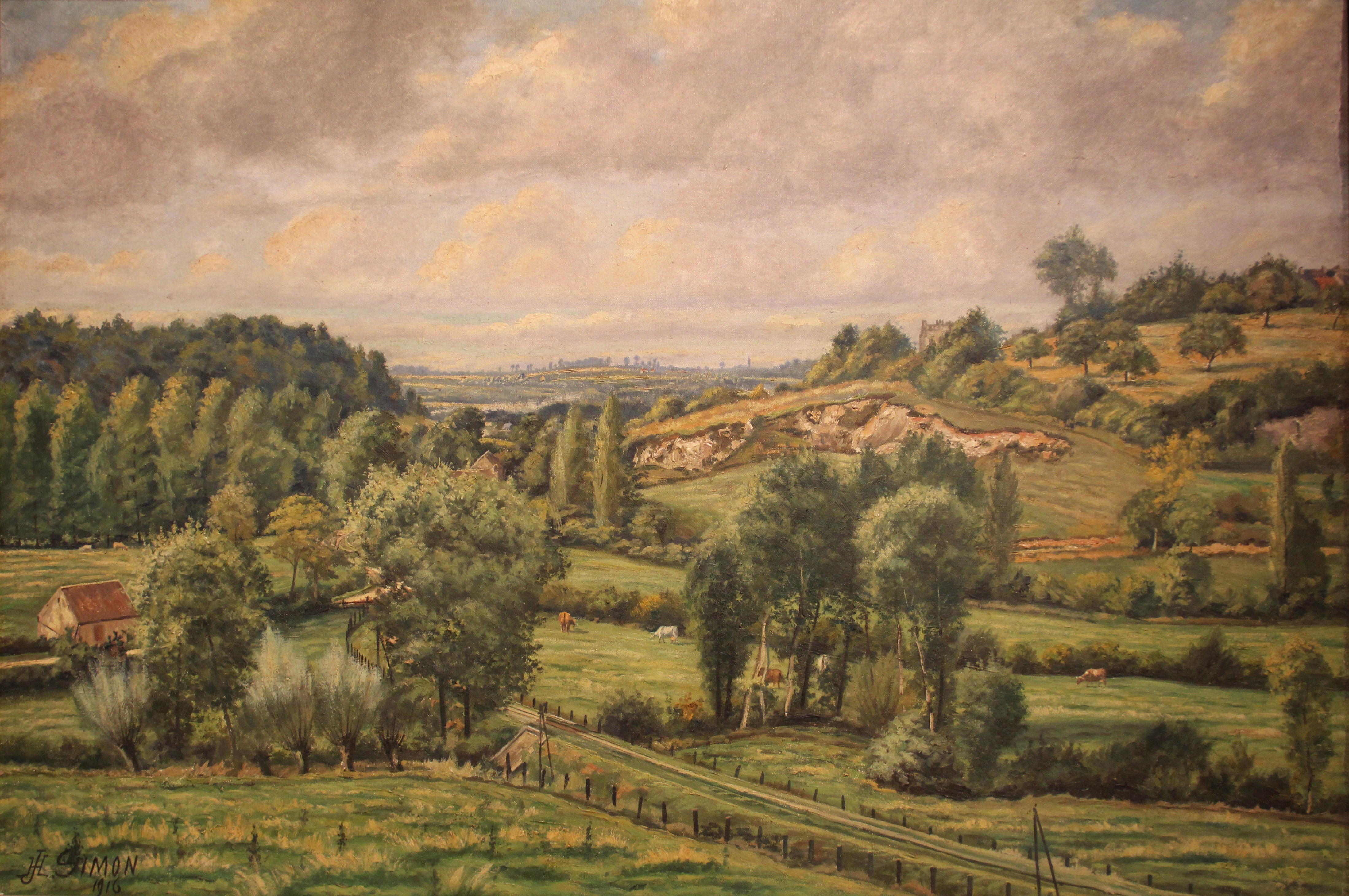
La ligne de chemin de fer Nogent-Courtalain vue depuis la vallée de la Ronne, 1916.

### Sculpture
Sont principalement exposées des œuvres du XIXe et XXe siècles : Camille Gaté (1856-1900), Félix Charpentier (1858-1924) et Ernest Henri Dubois (1863-1930).

Collection de sculptures
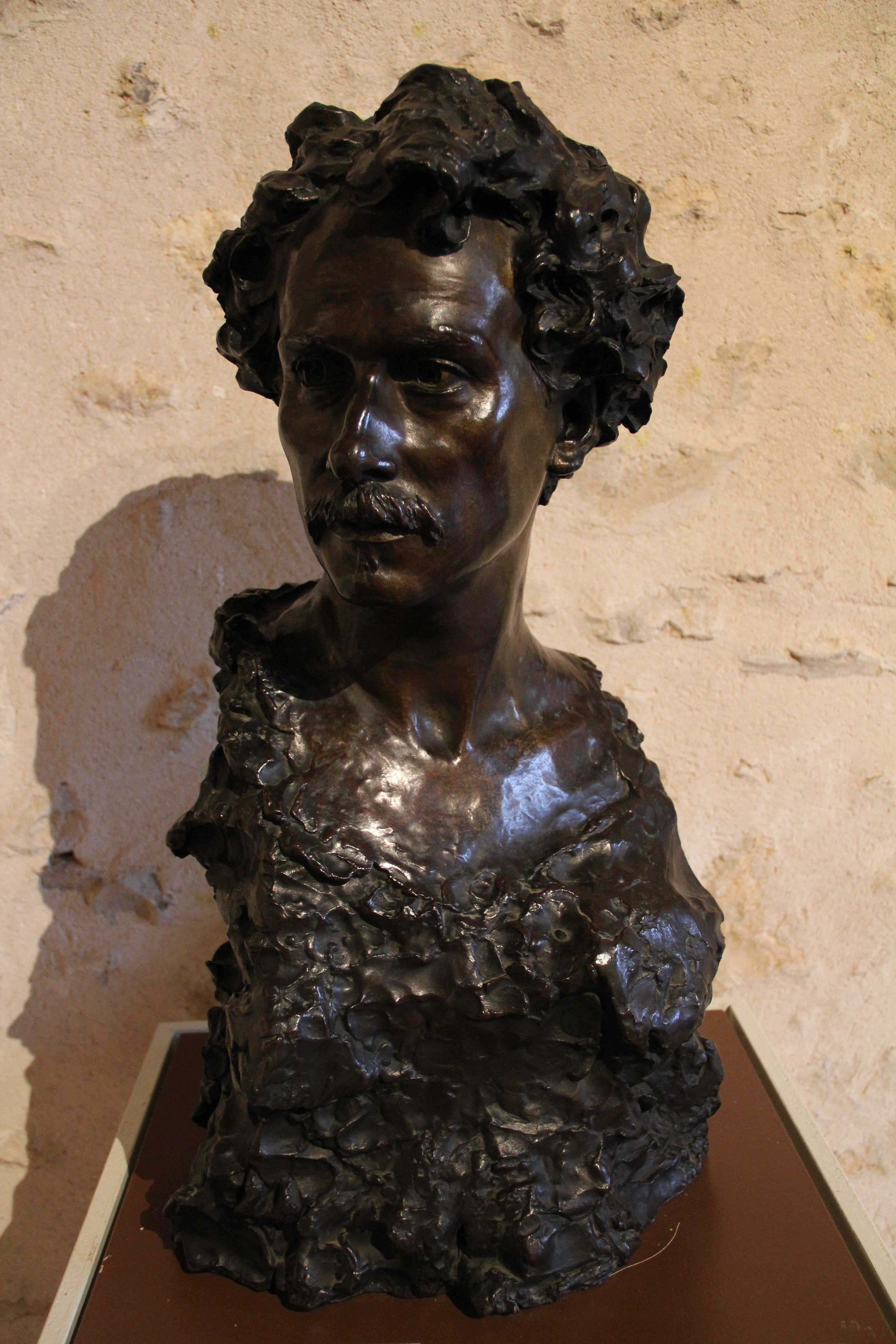
Buste de Camille Gaté par Félix Charpentier.
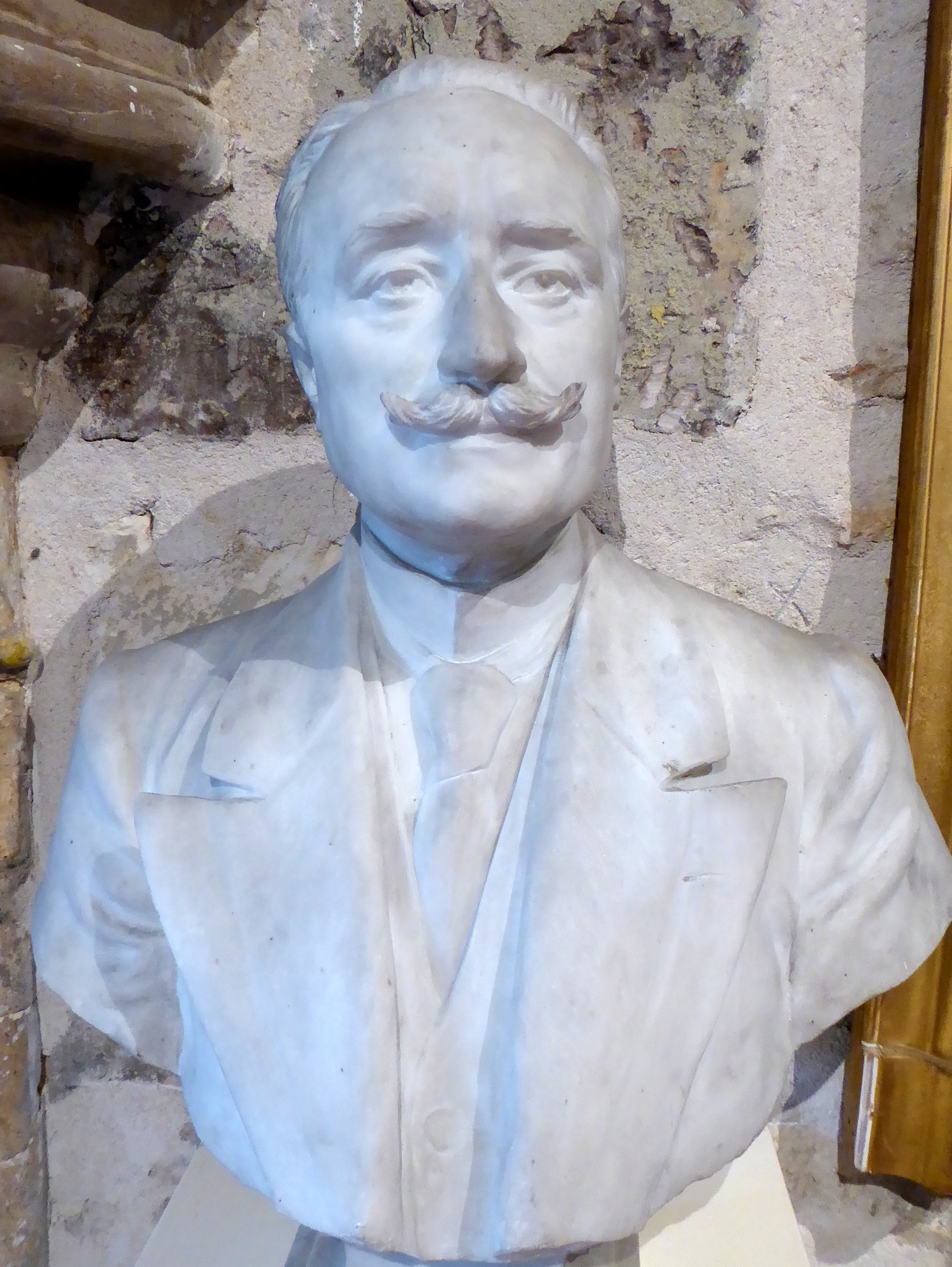
Buste de Paul Deschanel par Ernest Henri Dubois.
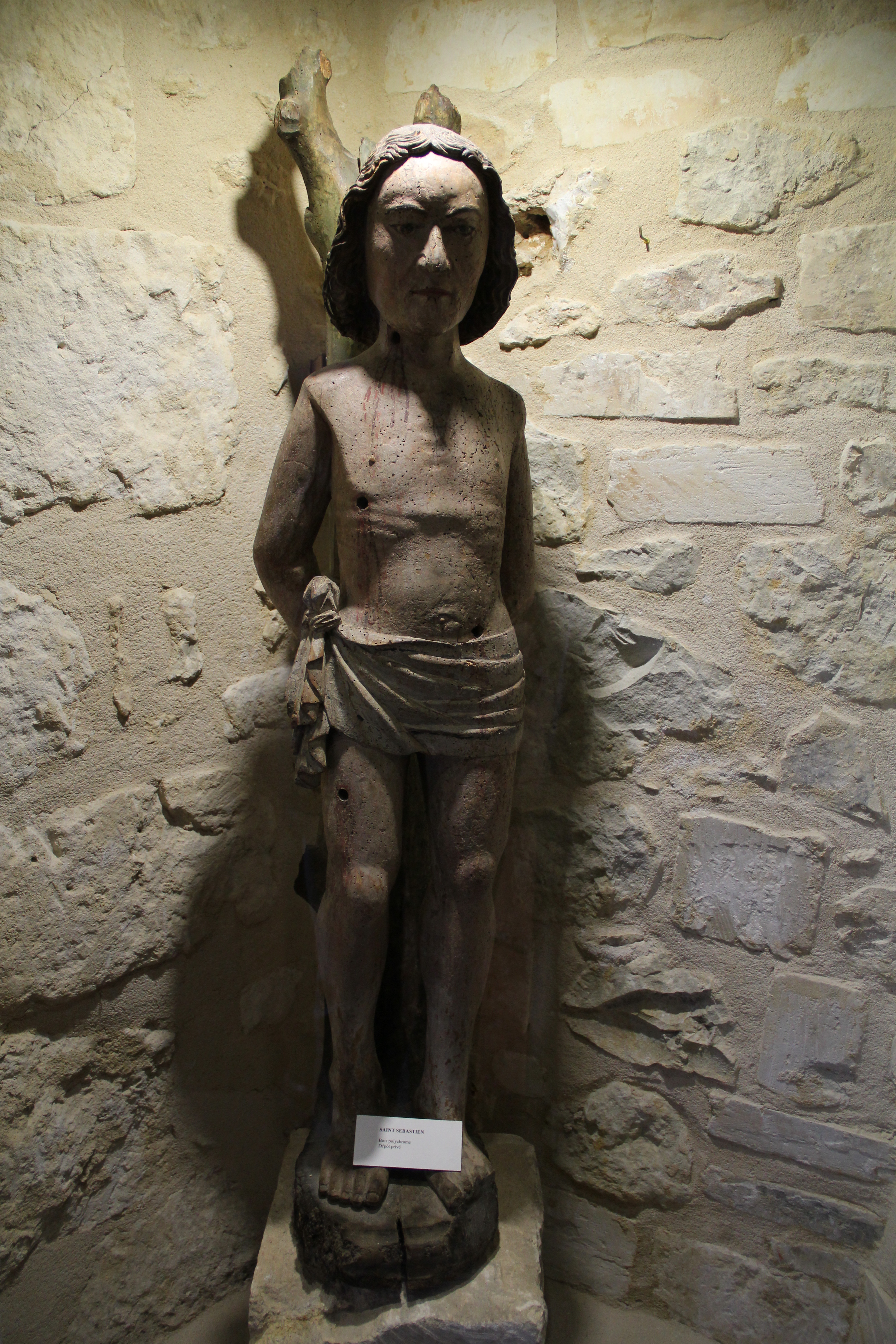
Statue de Saint Sébastien, bois polychrome (dépôt privé).
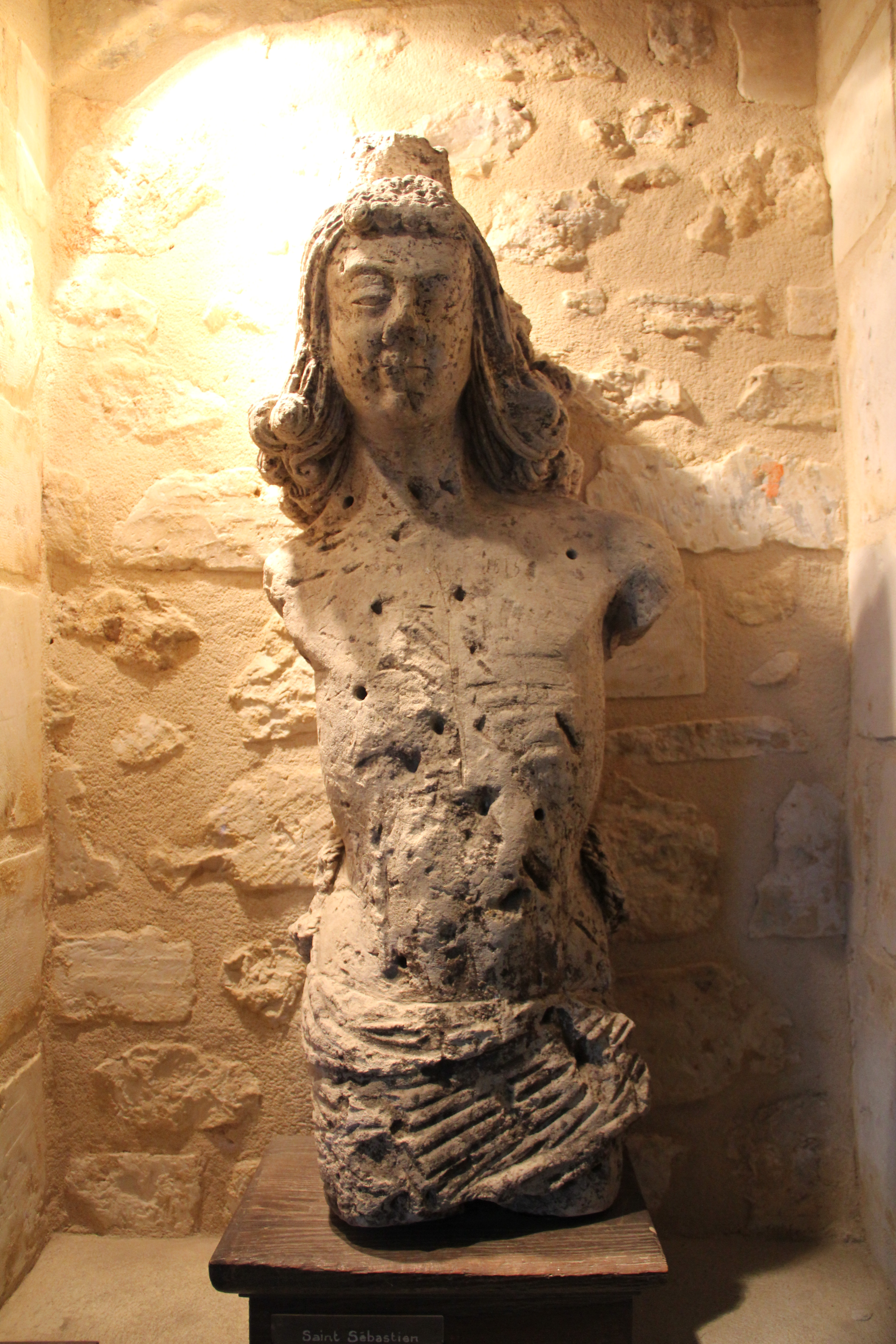
Statue de Saint Sébastien, XVIIe siècle.

## Expositions temporaires
- Camille Gaté (1856-1900), sculpture publique, sculpture privée, du 4 juin au 21 août 2016.